# Trutnov
Trutnov là một thị trấn thuộc huyện Trutnov, vùng Královéhradecký, Cộng hòa Séc.